# روف اتومبیله
روف اتومبیله (به انگلیسی: Ruf Automobile) یک شرکت خودروسازی آلمانی است، که در سال ۱۹۳۹ توسط آلویس روف تأسیس شد.